# Crème de Violette

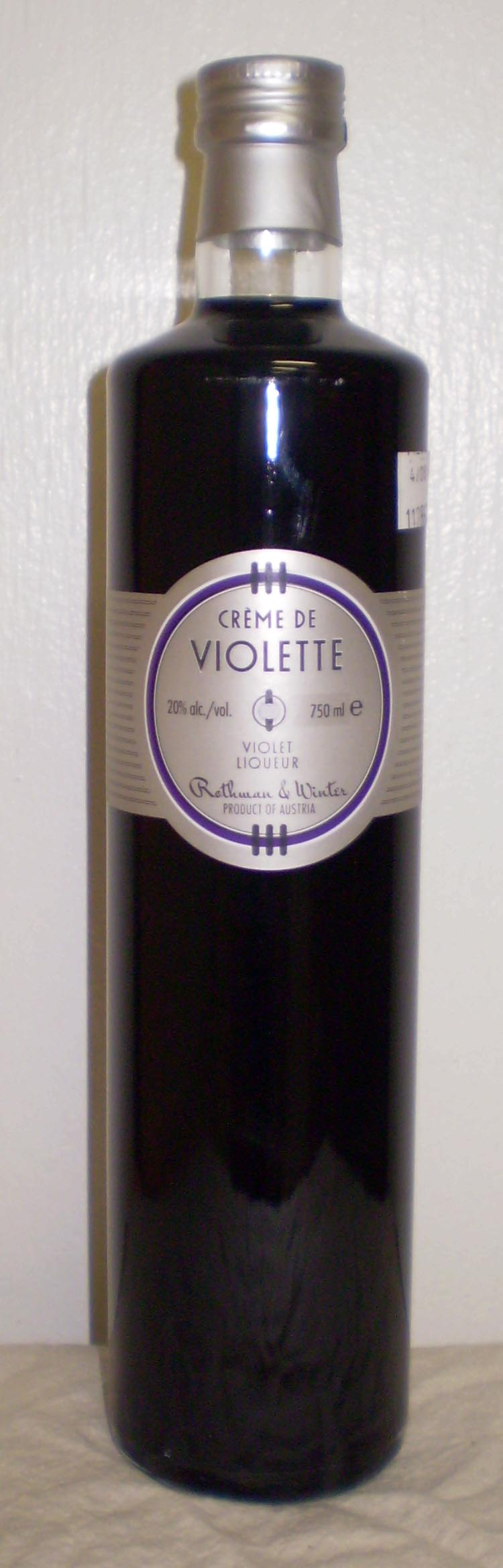
Eine Flasche Crème de Violette

Crème de Violette, auch Liqueur de Violette oder nur Violette (von französisch violette = Veilchen), ist die Bezeichnung für veilchenblaue bzw. rötlich-violette Liköre mit Veilchenaroma. Die Bezeichnung „Crème“ deutet auf einen hohen Zuckergehalt der Liköre hin; für in der EU vertriebenen Produkte sind mindestens 250 g pro Liter vorgeschrieben sowie generell ein Alkoholgehalt von mindestens 15 %.
Crème de Violette gilt als Vorläufer der Liköre Parfait d’Amour und seiner amerikanischen Variation Crème Yvette, die zwar beide ebenfalls eine violette Färbung aufweisen, sich aber geschmacklich von Crème de Violette unterscheiden. Sie haben zwar oft auch eine violette Farbe, allerdings tritt das zarte, florale Veilchenaroma je nach Hersteller hinter Aromen von Zitrusfrüchten, Vanille und Gewürzen zurück, so dass sie nur eingeschränkt als Ersatz geeignet sind.
Violette-Liköre wurden mindestens seit dem 19. Jahrhundert hergestellt und erreichten den Höhepunkt ihrer Beliebtheit in den 1890er Jahren. Damals wurden sie pur, mit trockenem Wermut oder in Pousse Cafés genossen. Es gab eine Vielzahl von Rezepten, und die einzelnen Produkte dürften sich im Geschmack zum Teil deutlich unterschieden haben. Im 20. Jahrhundert geriet die Likörgattung jedoch zusehends in Vergessenheit. Fast alle Hersteller stellten die Produktion von Crème de Violette ein, und in Cocktail-Rezepten taucht die Zutat schon seit den 1930er Jahren kaum noch auf. So wurde die Seltenheit von Crème de Violette 1965 in einer Folge der Fernsehserie Mit Schirm, Charme und Melone thematisiert. Dies änderte sich um die Jahrtausendwende, als historische Drinks in den Vereinigten Staaten und Europa wieder populär wurden.
Seit 2007 wird der Likör wieder in die USA importiert und inzwischen von einer Vielzahl namhafter Likörhersteller angeboten. Zu den bekannten Marken gehören der angeblich nach einem Rezept aus den 1950er Jahren in Frankreich hergestellte Benoit Serres Liqueur de Violette (25 Vol.-%) mit einer alkoholischen Basis aus Armagnac und Neutralalkohol, Edmond Briottet Liqueuer de Violette (18 Vol.-%) aus Dijon, Giffard Crème Violette (16 Vol.-%), Miclo Liqueur de Violette (20 Vol.-%), Monin Crème de Violette (16 Vol.-%), Rothman & Winter Crème de Violette (20 Vol.-%), in Österreich hergestellt aus alpinen Veilchenblüten, Golden Moon Crème de Violettes (30 Vol.-%, seit 2008), Tempus Fugit Liqueur de Violettes (22 Vol.-%) und der ebenfalls in Österreich hergestellte The Bitter Truth Violet Liqueur (22 Vol.-%). Die heute verfügbaren Violette-Liköre bestehen aus Wasser, Zucker, Weinbrand oder Neutralalkohol als alkoholischer Basis, natürlichen oder naturidentischen Aromastoffen sowie Farbstoff (z. B. E124, E133). Das Veilchenaroma wird meist durch Mazeration der Veilchenblüten in Alkohol gewonnen.
Die bekanntesten Cocktails mit Crème de Violette sind der Aviation und der Blue Moon sowie der Violet Fizz.

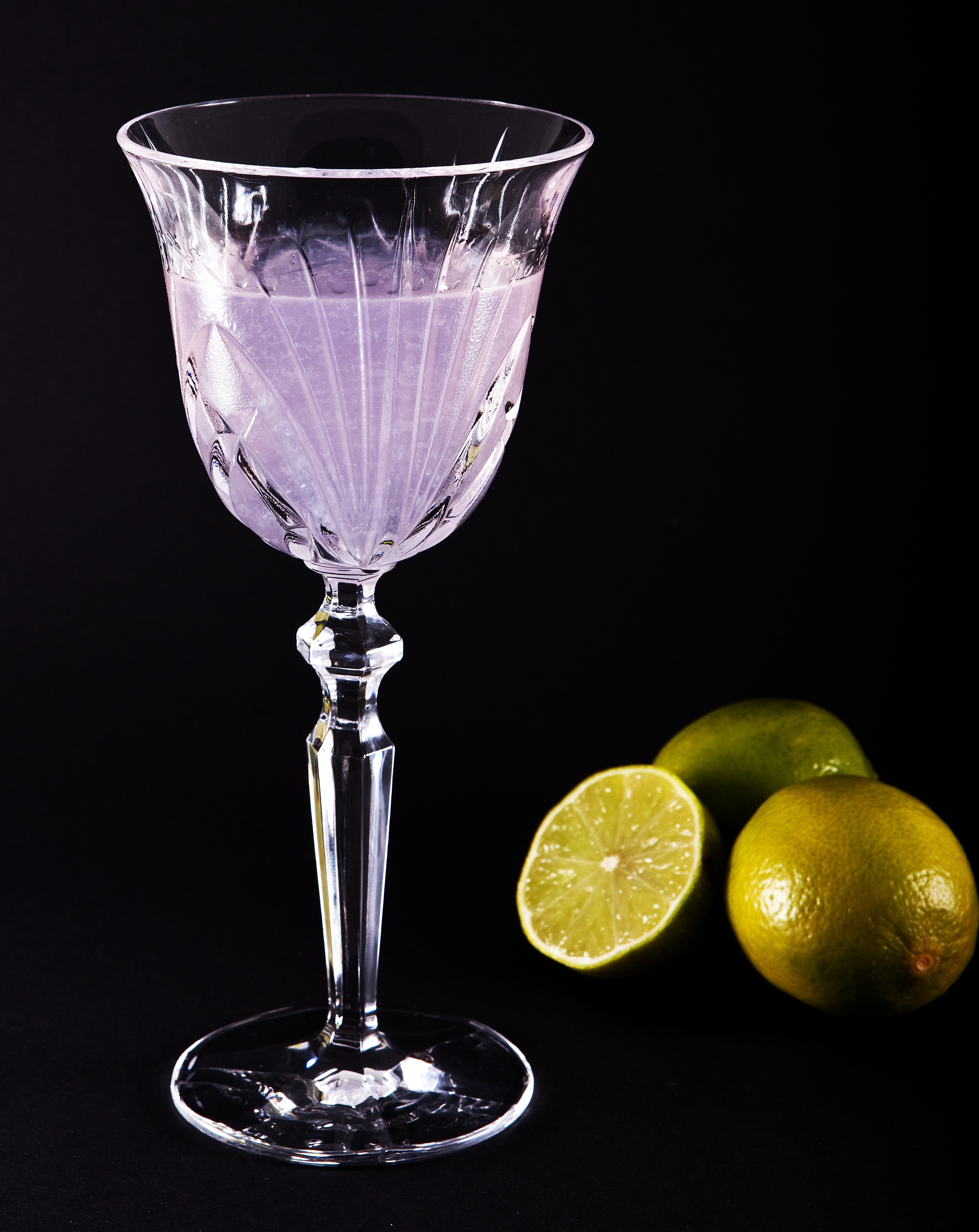
Aviation
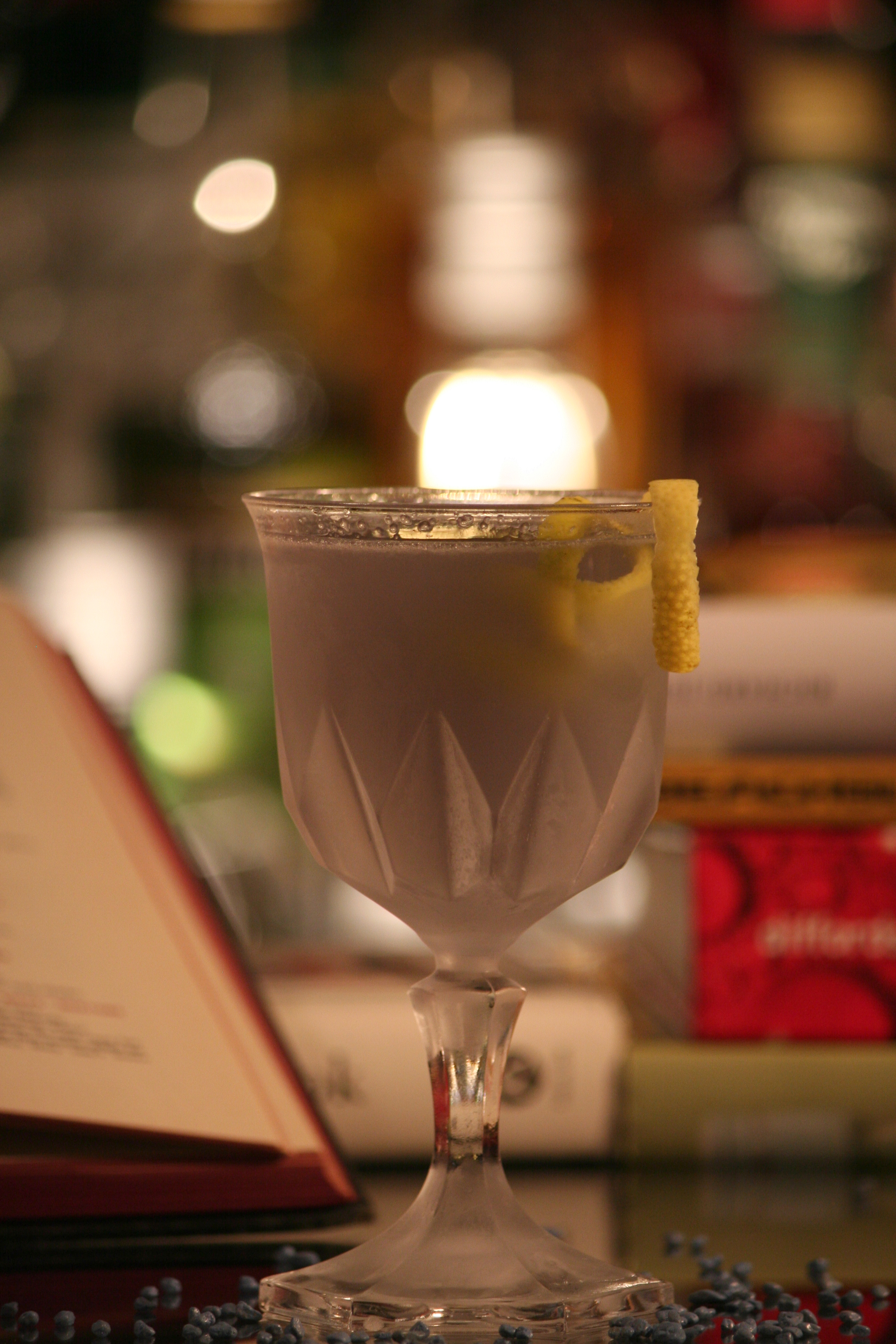
Blue Moon
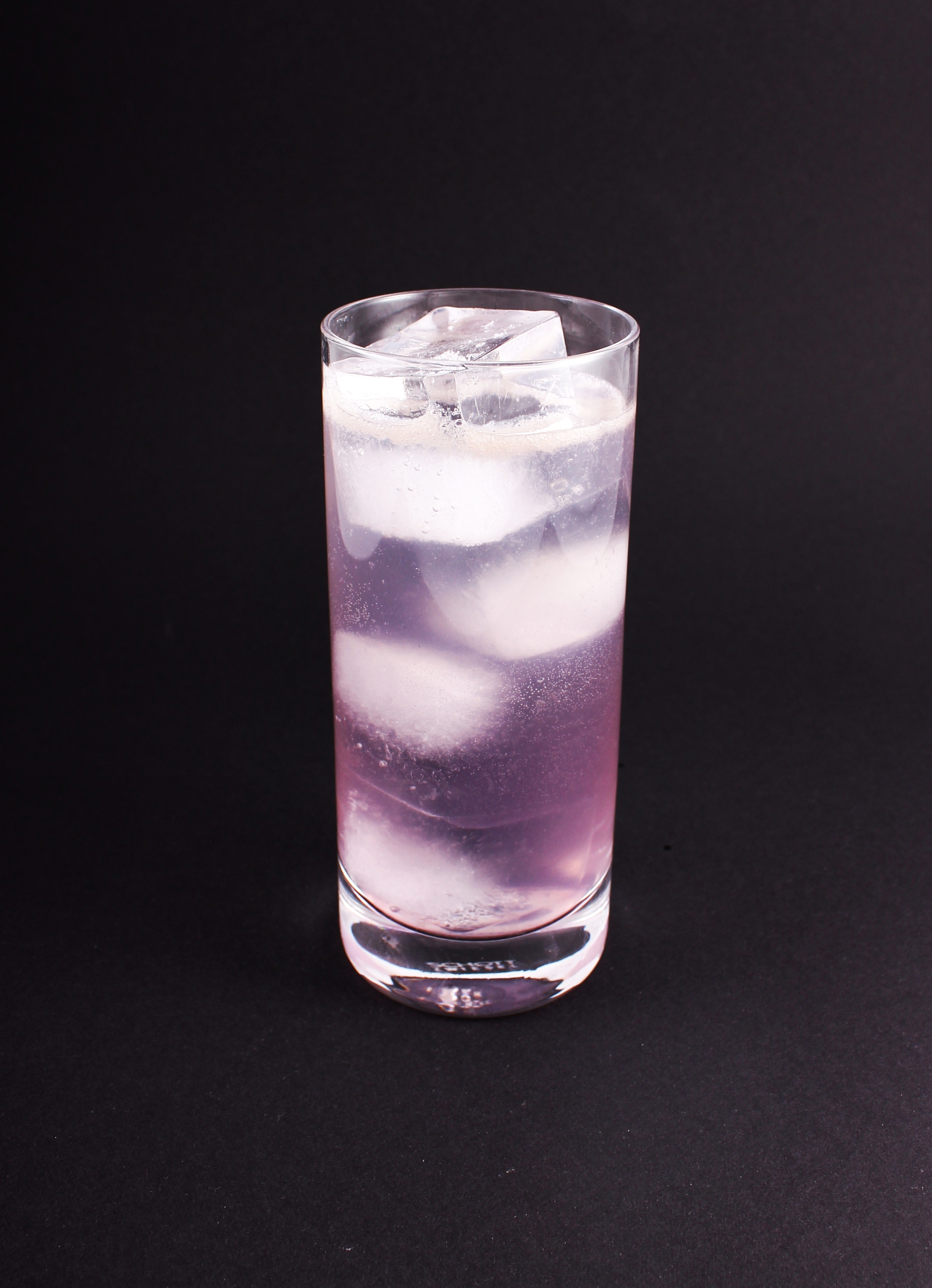
Violet Fizz